# 柏倉町 (前橋市)
柏倉町（かしわぐらまち）は、群馬県前橋市の地名。旧宮城村時代は、住所で勢多郡宮城村大字柏倉の大字の次にくる地名。面積は19.74km2(2013年現在)。郵便番号は371-0246。丁目はなく住所ののち○○○○と番号が振られる。

## 地理
赤城山の南麓、荒砥川流域に位置する。
東には鼻毛石町、西には市之関町、南には河原浜町、北には三夜沢町が隣接している。

### 河川
- 荒砥川

## 歴史
標高400m前後の関東ローム層中からは、先土器時代の遺物が見つかり、台地上には縄文時代以降の遺物がある。昭和時代に入って開拓された赤芝地区からは平安時代の土器が出土して、鉄滓が多量に発見され、鉄の生産地として考えられている。
柏倉という地名は戦国時代頃からある。江戸時代になるとはじめは大胡藩領だったが、天和2年に前橋藩領になる。一度貞享2年に東柏倉村と西柏倉村に分村するが、明治5年に合併し柏倉村に戻る。

### 年表
- 貞享2年 - 柏倉村は、東柏倉村と西柏倉村に分村する。
- 明治5年 - 東柏倉村と西柏倉村が合併し、柏倉村になる。
- 1889年（明治22年）- 町村制が施行され、7ヶ村が合併し、群馬県勢多郡宮城村大字柏倉となる。
- 1917年（昭和46年）7月 - 赤城山の一部を編入する。
- 1992年（平成4年）4月 - ぐんまフラワーパークが開園する。
- 1993年（平成5年）4月1日 - 町内を通っていた群馬県道大間々宮城子持線が国道353号に昇格し、町内に初めて国道が通る事となる。
- 2004年（平成16年）- 平成の大合併で宮城村は、大胡町、粕川村とともに、前橋市に合併し、群馬県前橋市柏倉町となる。
- 2017年（平成29年）5月12日 - 当町の全域が区域となっている、前橋・赤城地域がチッタスロー国際連盟に加盟する[6]。

## 世帯数と人口
2017年（平成29年）8月31日現在の世帯数と人口は以下の通りである。
| 町丁   | 世帯数  | 人口    |
| ------ | ------- | ------- |
| 柏倉町 | 573世帯 | 1,492人 |

## 小・中学校の学区
市立小・中学校に通う場合、学区は以下の通りとなる。
| 番地 | 小学校             | 中学校             |
| ---- | ------------------ | ------------------ |
| 全域 | 前橋市立宮城小学校 | 前橋市立宮城中学校 |

## 交通

### 鉄道
近隣の茂木町に上毛電気鉄道上毛線大胡駅があるが、町内には鉄道駅がない。

### バス
赤城タクシーが運行を行っているデマンドバス方式のふるさとバスがある。

### 道路
国道353号が町内の中部を東西に、群馬県道16号大胡赤城線が町内の南東を南北に、群馬県道101号四ツ塚原之郷前橋線が町内の南部を東西に通過。

## 施設
- ぐんまフラワーパーク
- みやぎふれあいの郷
- 阿久沢家住宅

## 文化財

### 国指定重要文化財
- 阿久沢家住宅

### 前橋市指定文化財
重要文化財
- 丸山の碑
- 板碑石塔群
- 歌舞伎舞台
- 馬頭観世音懸仏
- 道祖神
- 凝灰岩石仏（東昌寺）
- 凝灰岩石仏
- 石殿
- 阿弥陀仏像

天然記念物
- 大穴のブナ

### 前橋市指定史跡
- 輿懸
- 柏倉殿替戸砦跡

## 避難所
当町が避難対象区域となった場合、隣接する鼻毛石町にある前橋市立宮城中学校に避難する。